# Soublette et Fils

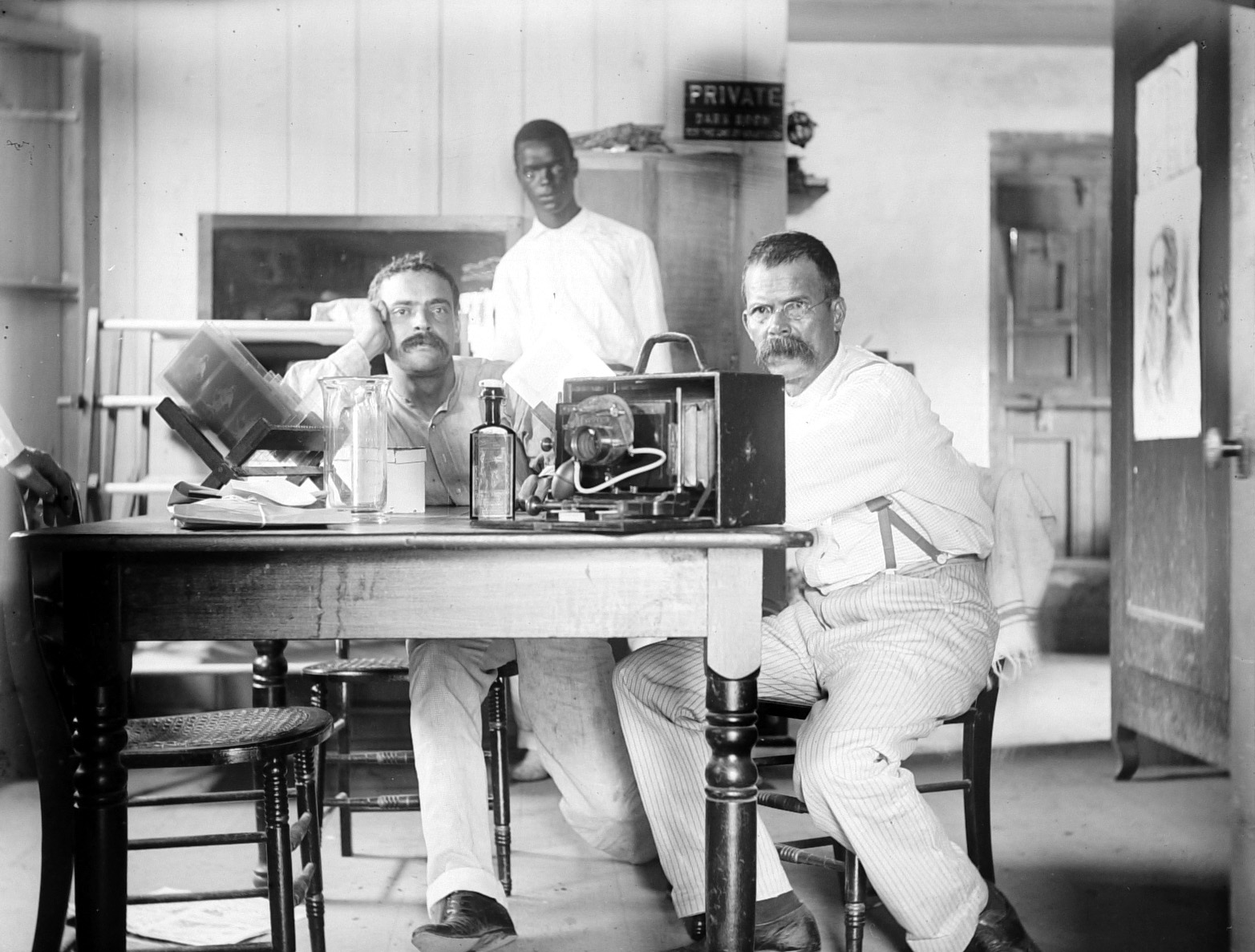
Interieur van de fotostudio 'Soublette et Fils'. Glasnegatief gemaakt tussen 1895 en 1910. Waarschijnlijk staan Robert en Tito Soublette en hun assistent op deze foto. (Collectie Nationaal Museum van Wereldculturen)

Soublette et Fils was de naam van de fotostudio van Felix Roberto Casper (Robert) Soublette (Curaçao, 21 februari 1846 - 31 januari 1921) en zijn zoon Robert Joseph (Tito) Soublette (Curaçao 1 januari 1870 - 26 oktober 1938). De studio was gevestigd aan de Waterkant in de wijk Otrobanda in Willemstad en was rond 1900 de meest  gerenommeerde fotostudio van Curaçao.
Robert Soublette was getrouwd met Ignatia Cecilia Charlotte Curiel. Het echtpaar kreeg twee kinderen. In 1870 werd hun hun zoon Tito geboren en in 1872 kregen ze een dochtertje dat na zeven weken overleed.
Robert begon in 1880 als professioneel fotograaf. Hij legde zich toe op het maken van foto's in opdracht en op portretfotografie. Daarnaast maakte hij veel buitenopnames van Curaçao. Samen met zijn zoon Tito richtte hij fotostudio Soublette et Fils op. Hun foto’s laten de ontwikkeling van Curaçao zien aan het begin van de 20e eeuw. De veranderingen die plaatsvonden werden zichtbaar doordat plekken meermalen gefotografeerd werden, soms met tussenpozen van enkele jaren. De foto’s werden gebruikt om boeken en artikelen over Curaçao te illustreren. Ook werden er foto's verkocht aan bezoekers van Curaçao en werden er ansichtkaarten van gemaakt.

## Nieuwe studio

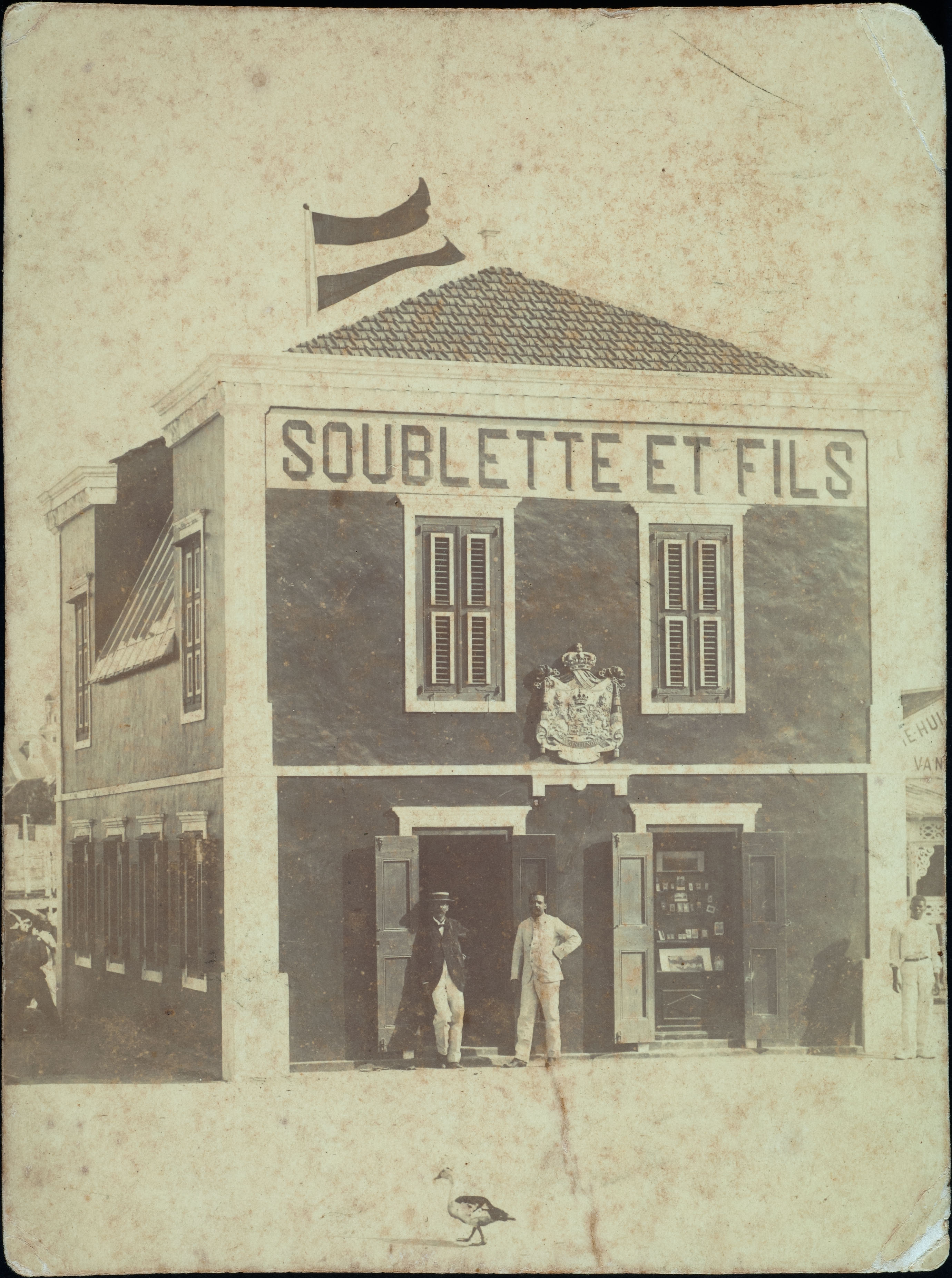
Fotostudio 'Soublette et Fils' aan de Waterkant (het latere Brionplein) in Willemstad ca. 1907 (Collectie Nationaal Museum van Wereldculturen)

In 1901 werd een nieuwe, moderne fotostudio geopend aan de Waterkant in Willemstad. In de krant Amigoe di Curaçao van 17 augustus 1901 wordt het volgende bericht gepubliceerd: 
"Photographisch atelier. De Heeren Soublette & Zoon, die als photographen hier een bekenden en gevestigden naam hebben, hebben deze week hun nieuw en fraai ingericht atelier aan de Overzijde geopend." Het pand was specifiek ontworpen om opnamen te maken, foto’s te ontwikkelen en te verkopen. De schuin toelopende ramen aan de zijkant zorgden voor goed invallend buitenlicht.

## Hofleverancier
Koningin Wilhelmina ontving in 1904 een album waarin veel foto’s van Curaçao waren opgenomen die gemaakt waren door vader en zoon Soublette. De fotostudio ontving als dank de status van hofleverancier. Aan de voorgevel van de studio werd het Wapen van het Koninkrijk der Nederlanden opgehangen. "Door het aanbrengen van het Koninklijk Wapen is thans de kroon op het werk gezet, dat den vreemdeling bij het binnenvaren van onze haven luide toeroept; Curaçao is een Hollandsche Kolonie" schrijft de krant Amigoe di Curaçao op 2 maart 1907. De fotostudio mocht het predicaat hofleverancier voeren vanaf 1906. De dag na de plaatsing van het wapen is er een foto gemaakt van de studio en het lijkt aannemelijk dat Robert en Tito Soublette zelf bij de ingang van hun studio staan en dat het hun assistent is die op de hoek staat.

## Tentoonstelling 'Soublette et Fils'
In 2000 organiseerde het Tropenmuseum in Amsterdam in samenwerking met het Maritiem Museum Curaçao een uitgebreide expositie over het werk van Robert en Tito Soublette. De foto’s waren afkomstig uit de collecties van het Tropenmuseum, het Maritiem Museum in Willemstad, het Koninklijk Instituut voor Taal-, Land- en Volkenkunde, de Fraters van Tilburg en het klooster Mariadal in Roosendaal. Ter gelegenheid van de tentoonstelling is het boek Soublette et Fils. Photography in Curaçao around 1900 verschenen.

## Fotogalerij (selectie)

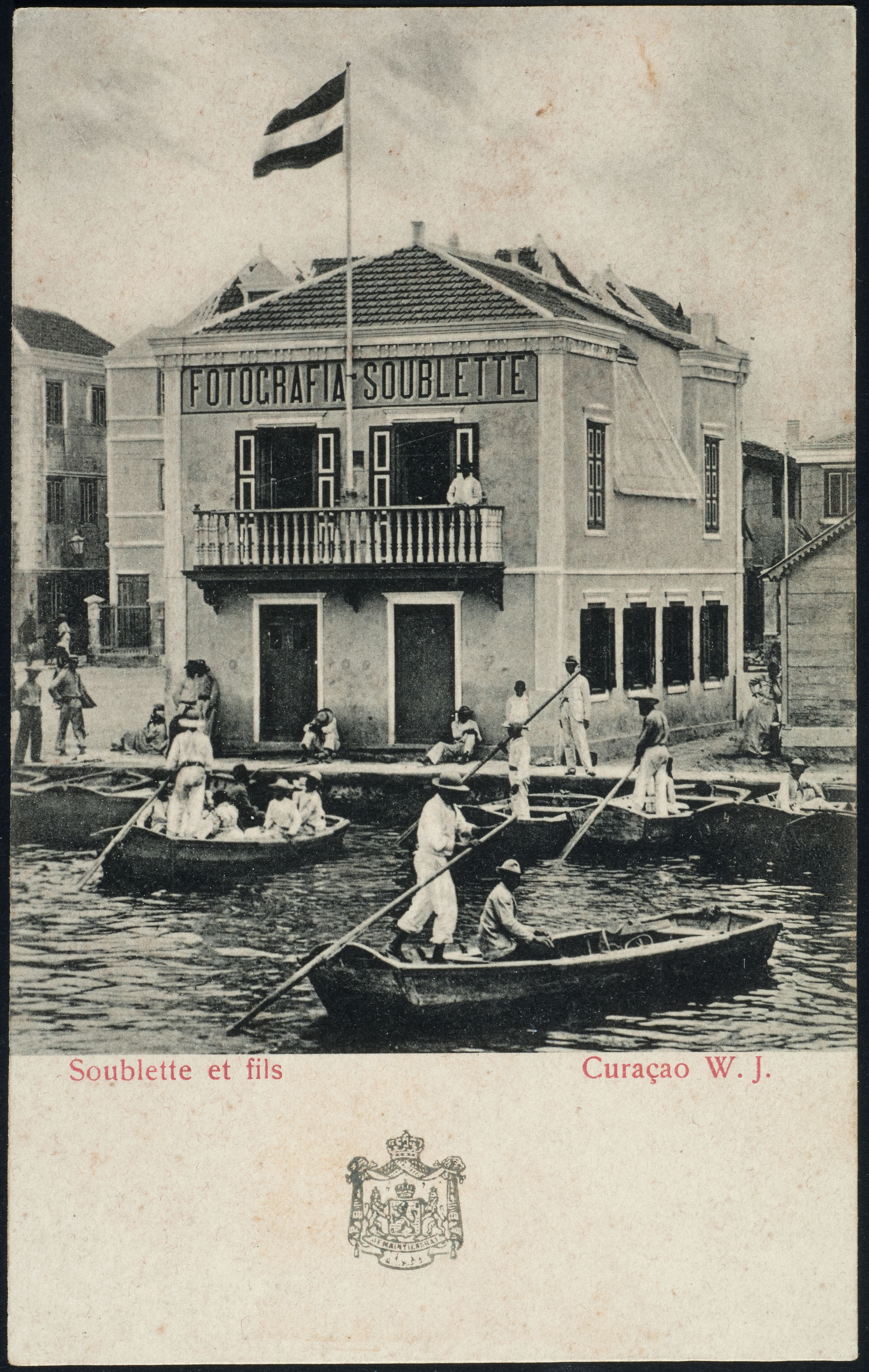
Fotostudio 'Fotografia Soublette' aan de Waterkant (Ansichtkaart 1906)
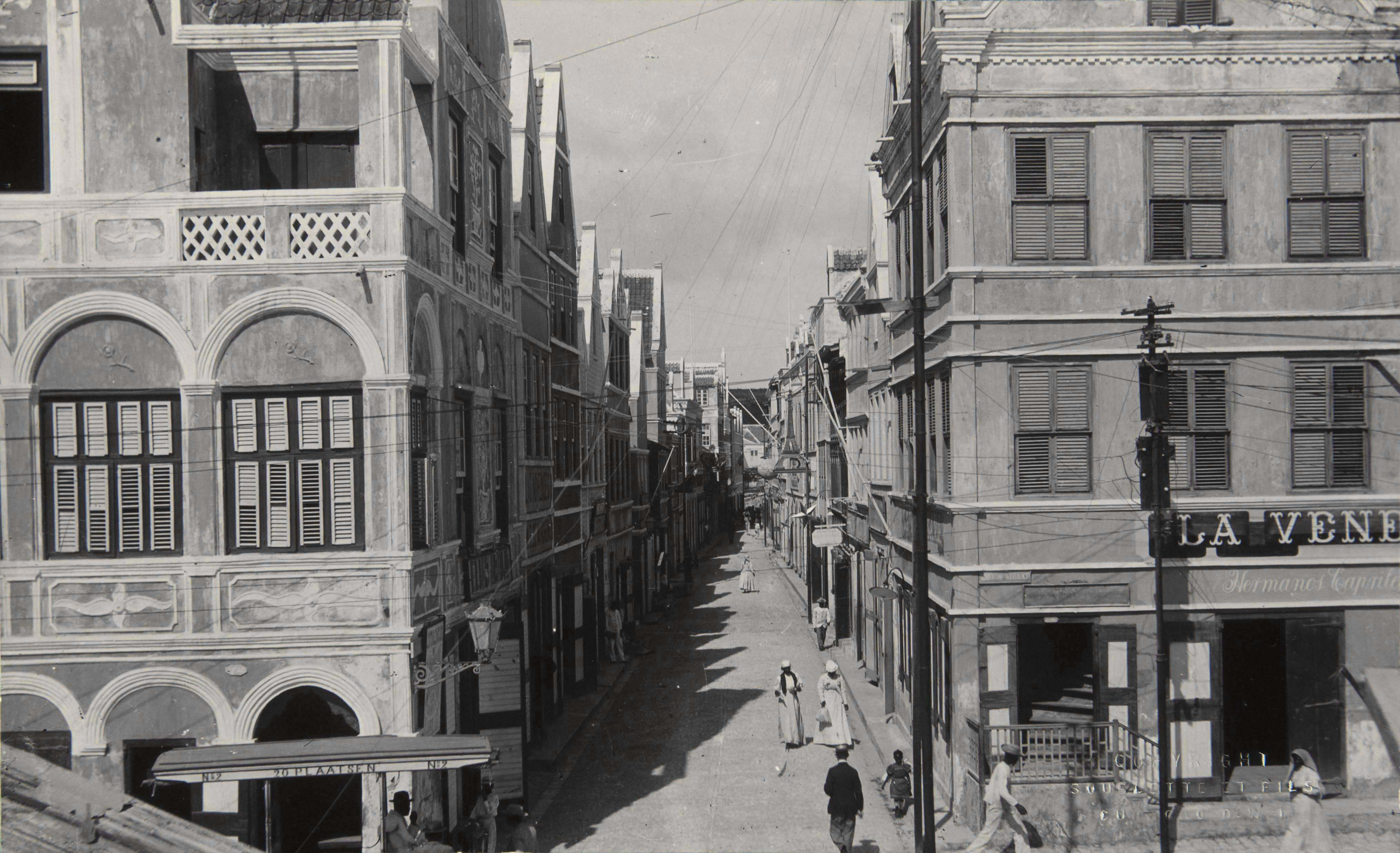
Gezicht op de Heerenstraat in Punda, Willemstad (tussen 1910 en 1915)
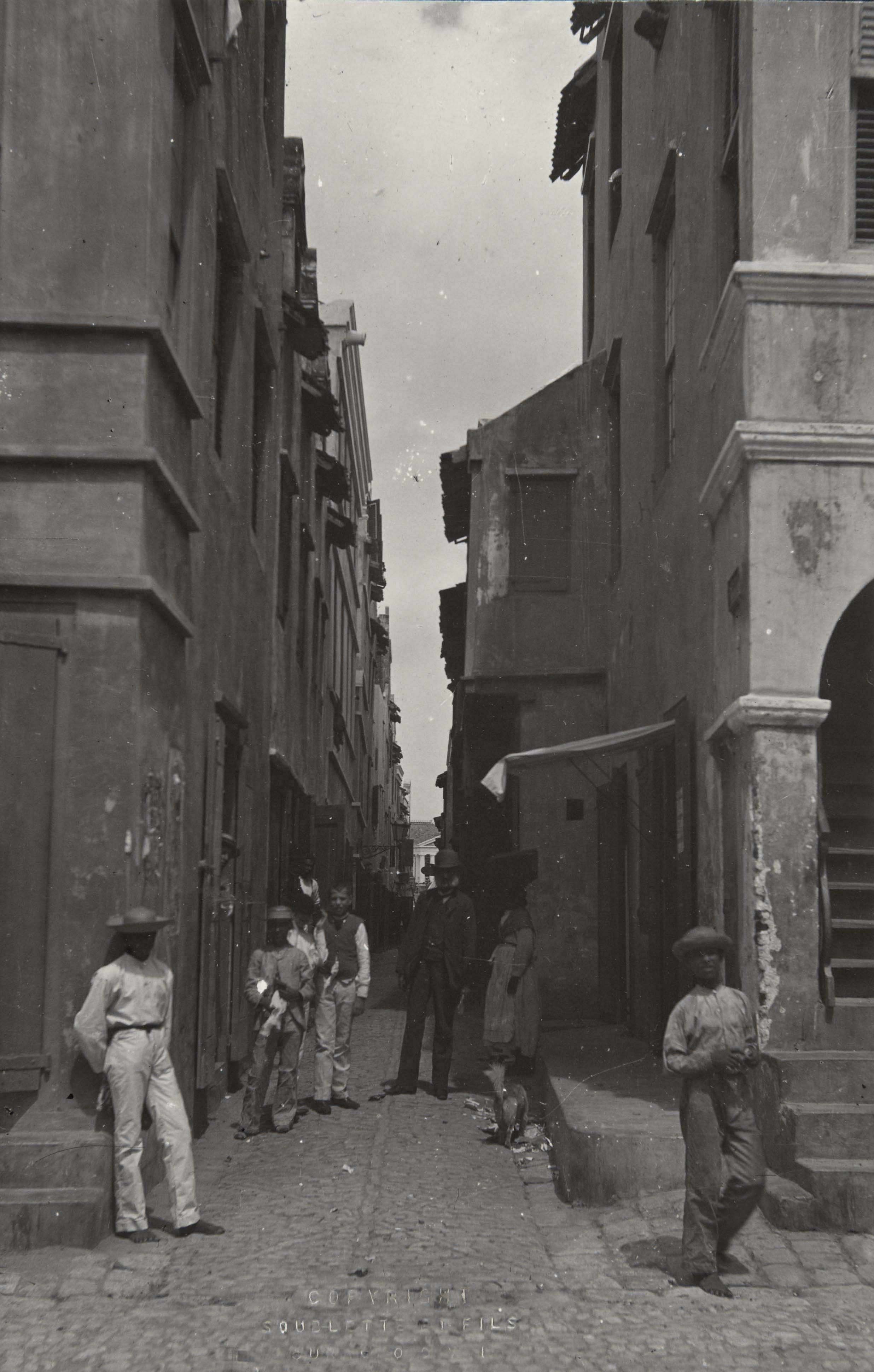
Gezicht op de Keukenstraat in Punda, Willemstad (tussen 1900 en 1904)
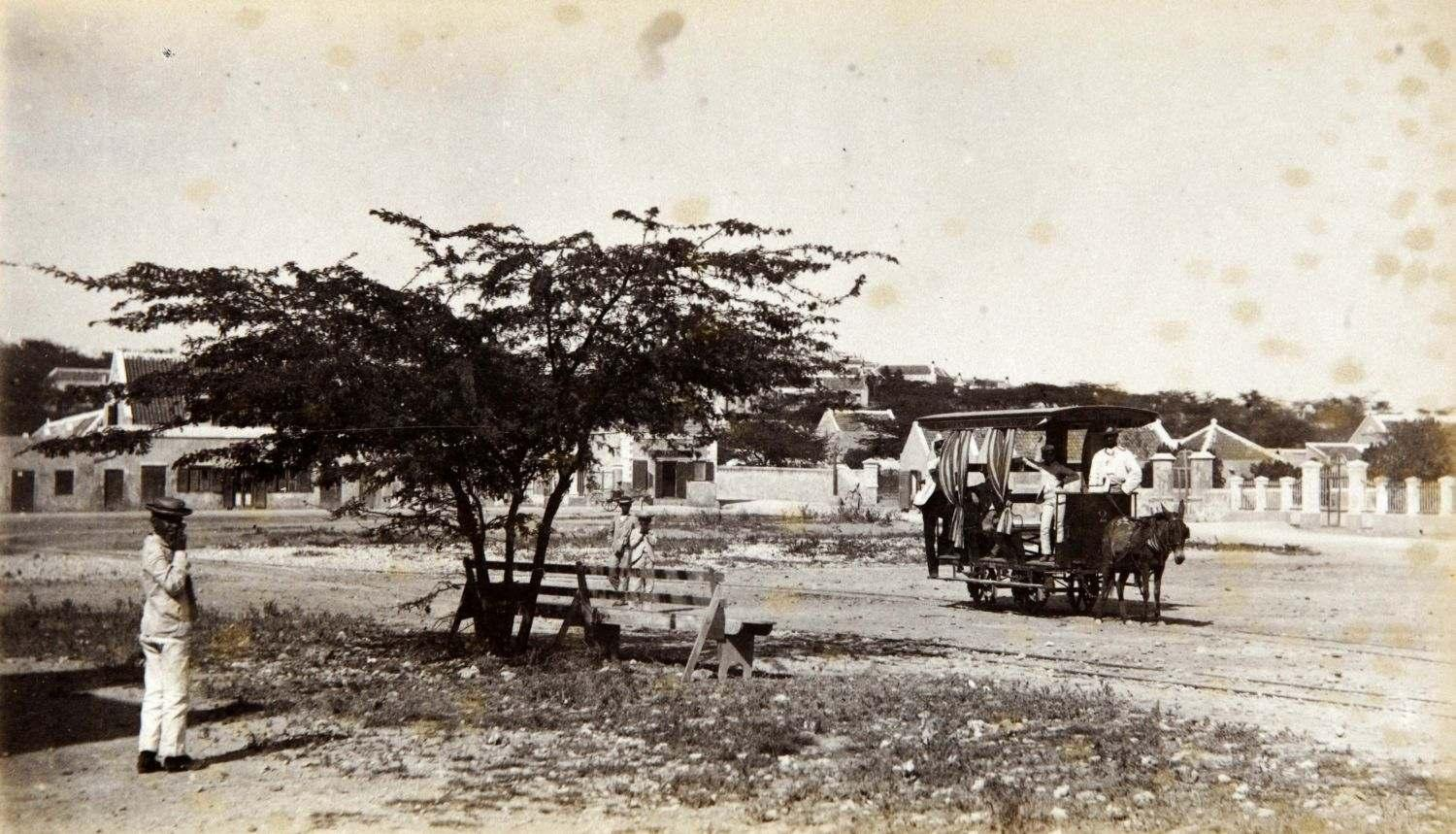
Halte van de paardentram tussen de stadsdelen Scharloo en Piermaai (Albuminedruk 1888)
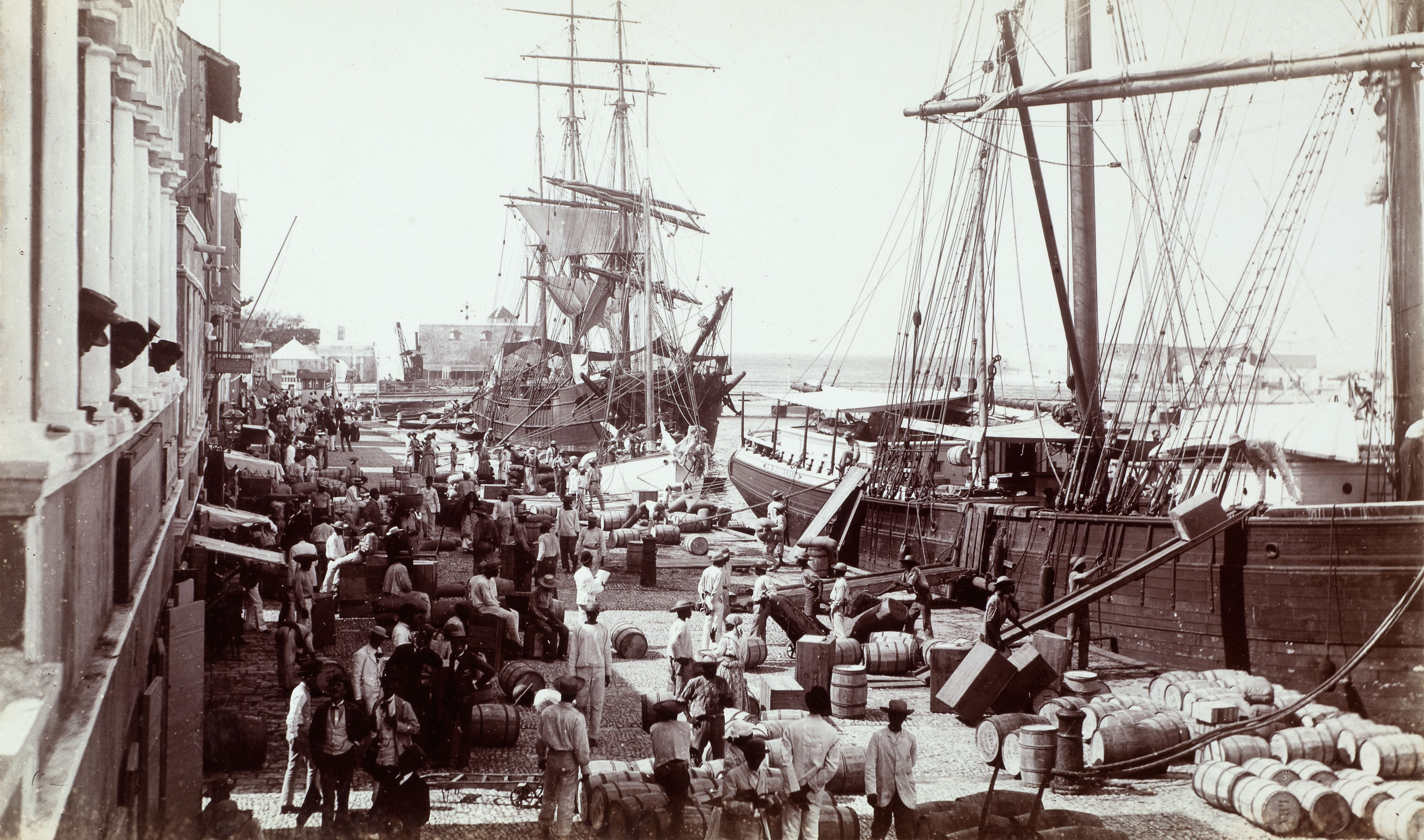
Twee grote zeilschepen lossen handelswaar aan de Handelskade in Willemstad (tussen 1888 en 1890)
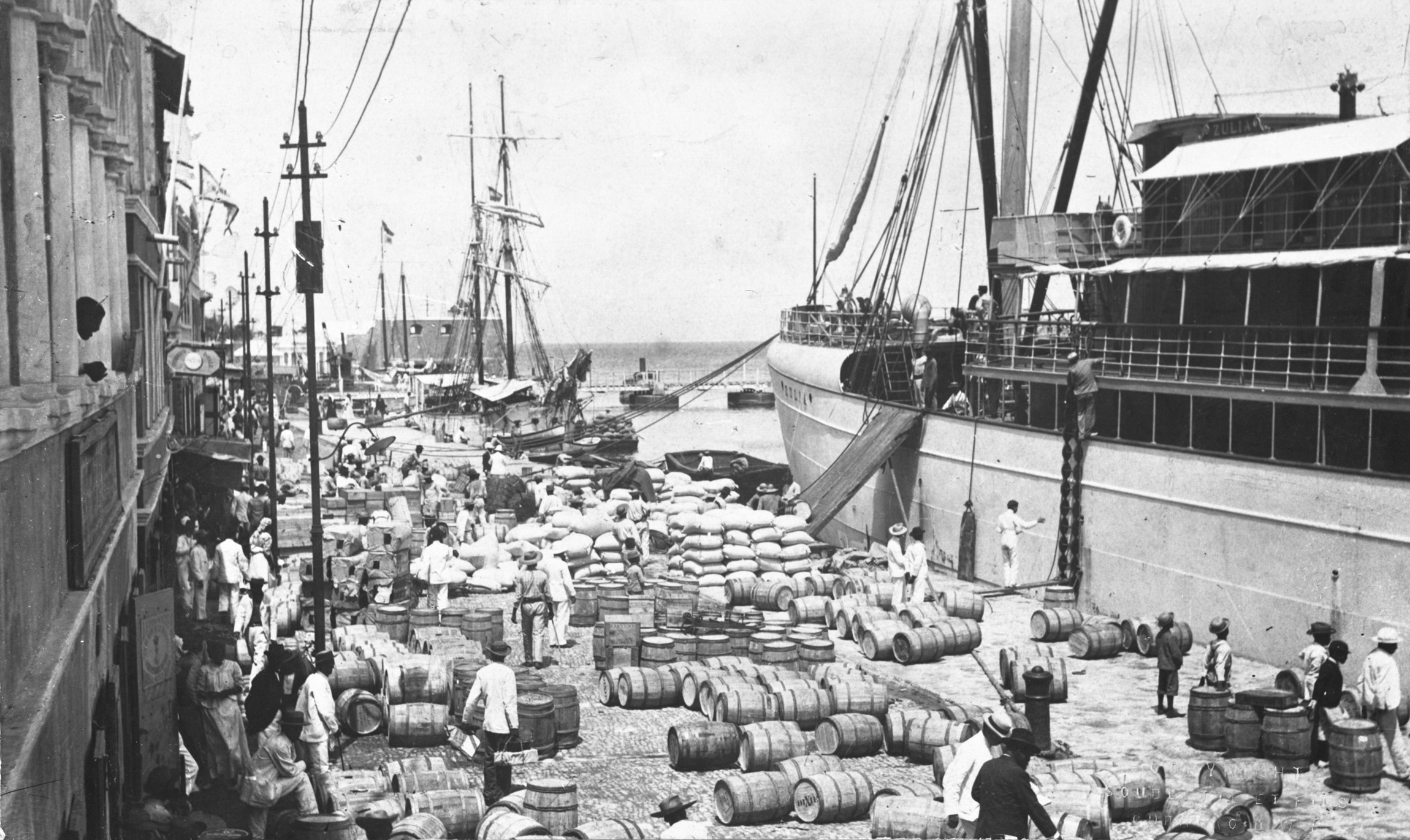
De Amerikaanse S.S. Zulia aangemeerd aan de Handelskade die vol ligt met zakken en vaten (tussen 1900 en 1910)
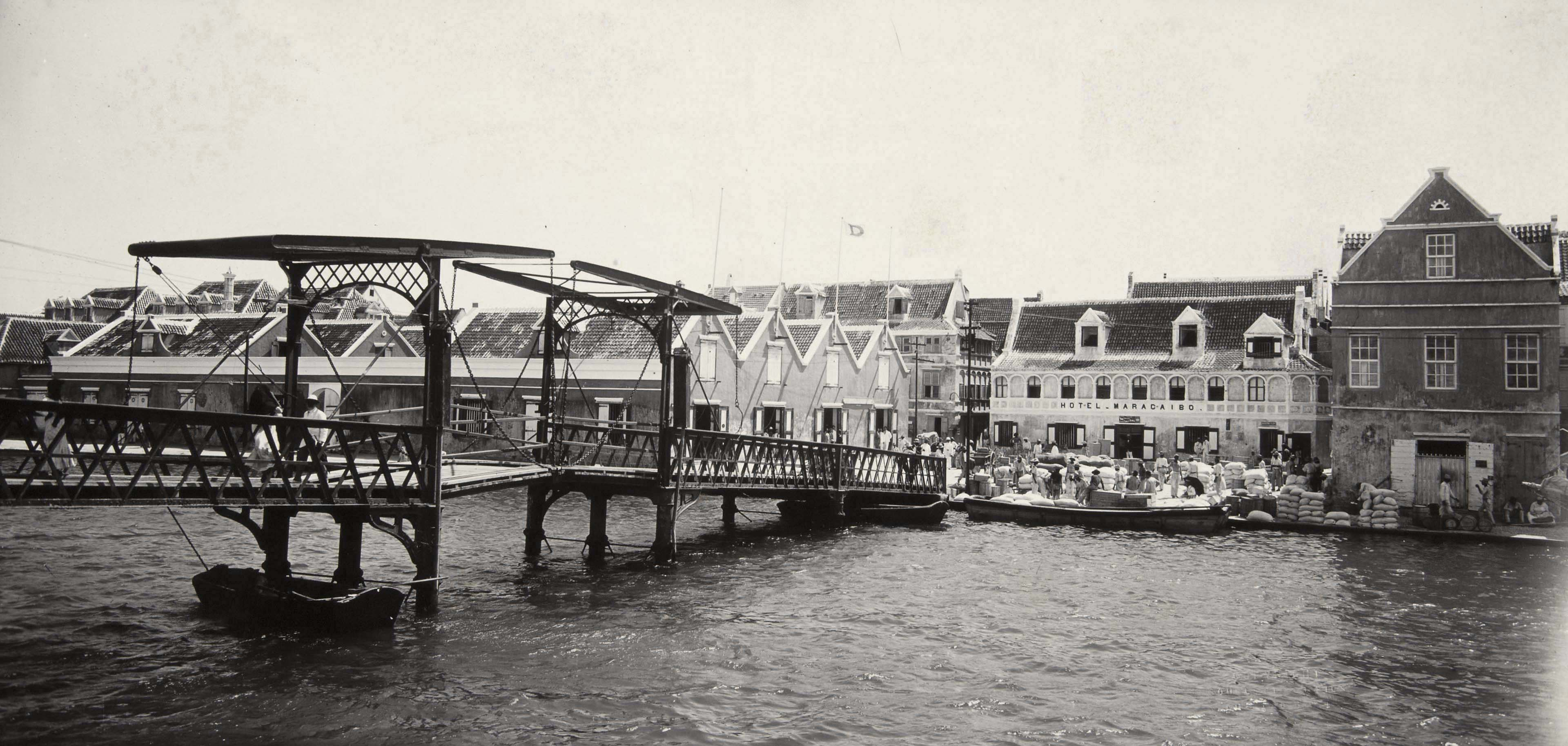
De 'Van den Brandhofbrug' over het Waaigat in Willemstad (Panoramafoto ca 1918)
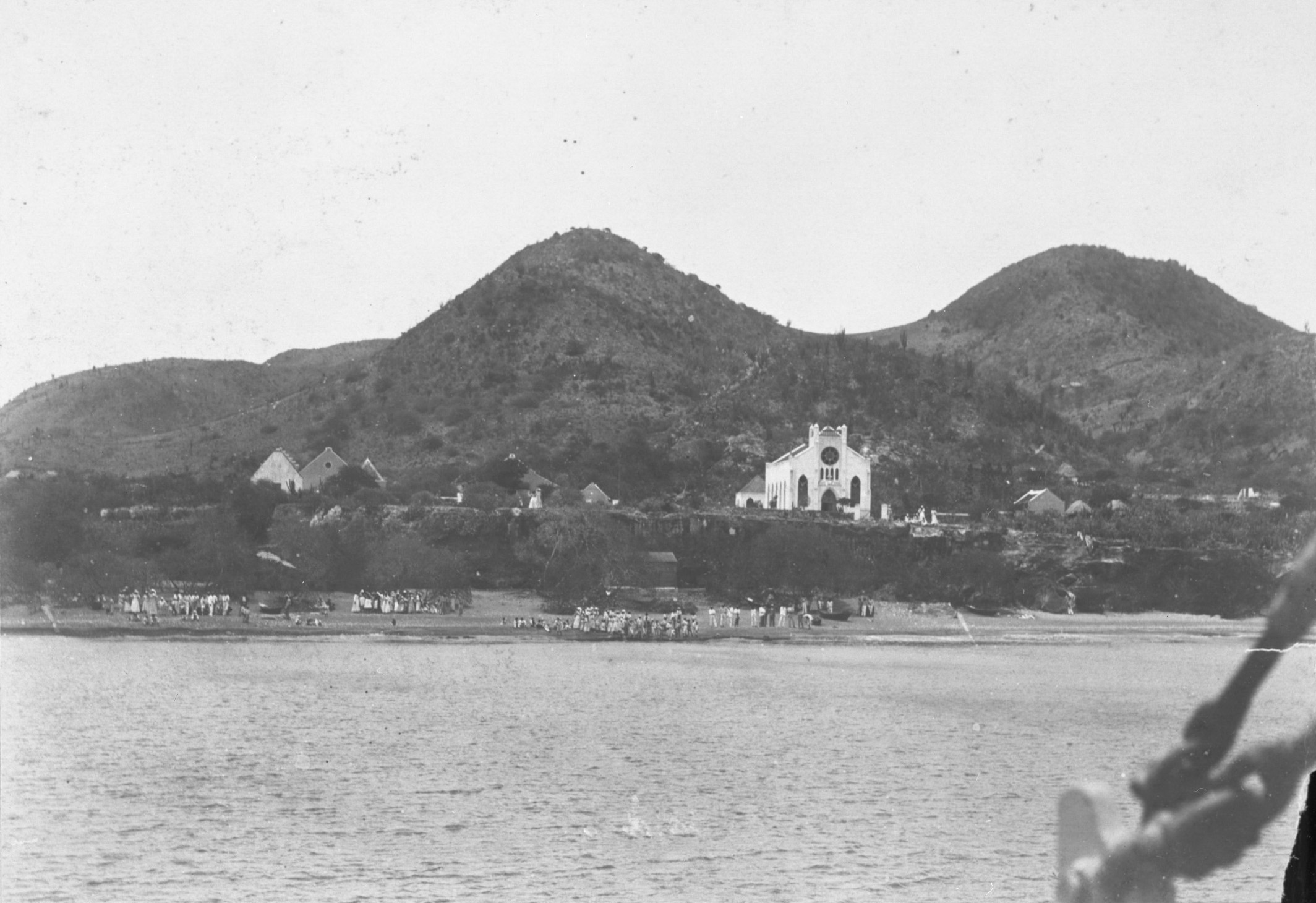
Kerkgangers wachtend op de boot bij Westpunt (ca. 1905)
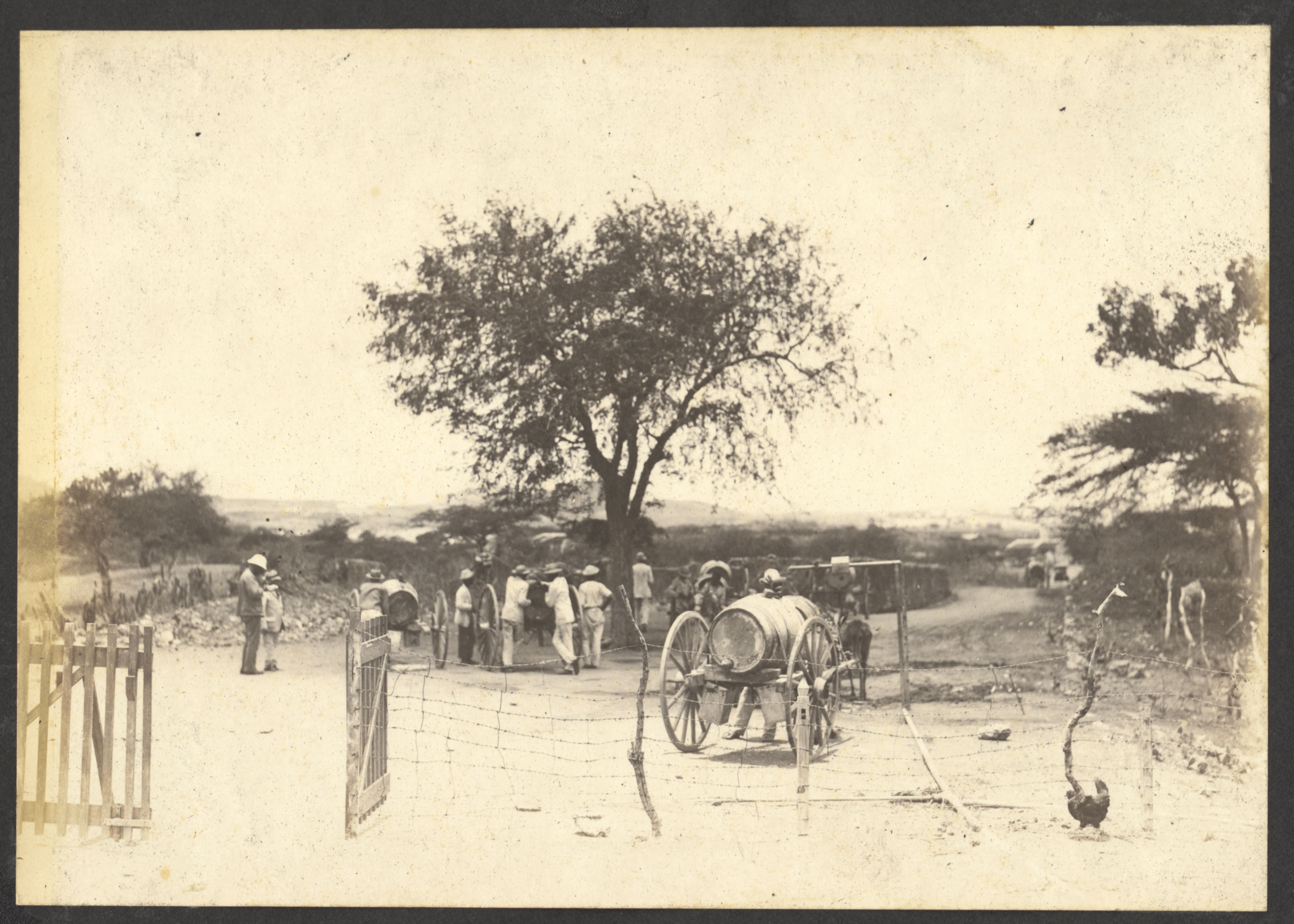
Een waterplantage. In tonwagentjes wordt in tijden van nood het water naar de stad vervoerd en daar verkocht (tussen 1900 en 1920)
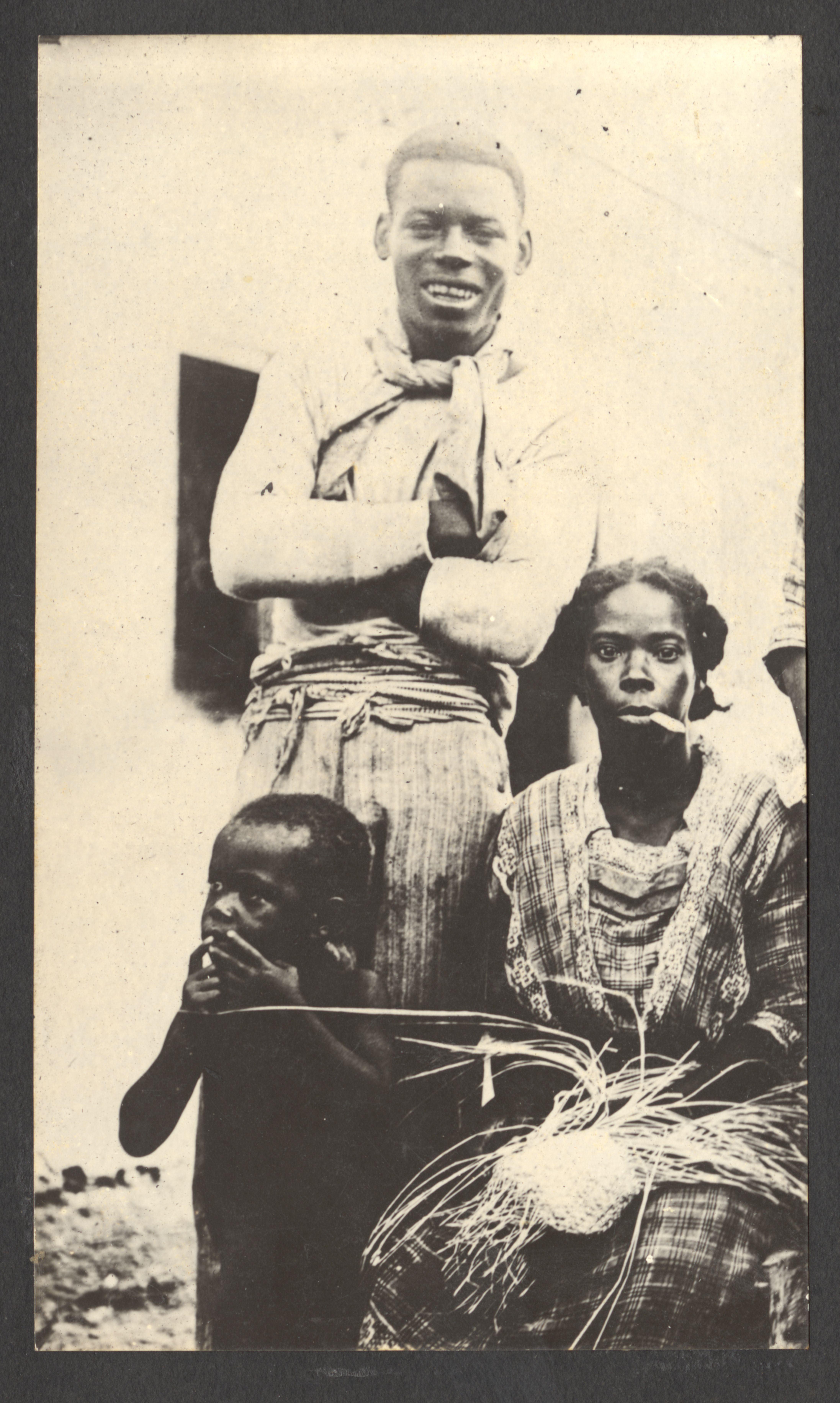
Strohoedenvlechtster met man en kind (tussen 1900 en 1920)